# Liste der Einträge im National Register of Historic Places im Walker County (Texas)
Die Liste der Registered Historic Places im Walker County führt alle Bauwerke und historischen Stätten im texanischen Walker County auf, die in das National Register of Historic Places aufgenommen wurden.

## Aktuelle Einträge
| Lfd. Nr. | Name                                     | Bild | Datum der Eintragung | Adresse/Lage                             | Ort        | ID-Nr.   | Beschreibung |
| -------- | ---------------------------------------- | ---- | -------------------- | ---------------------------------------- | ---------- | -------- | ------------ |
| 1        | John W. Thomason House                   |      | 11. Aug. 1982        | 1207 Ave. J                              | Huntsville | 82004528 |              |
| 2        | Sam Houston House                        |      | 30. Mai 1974         | Ave. L, Sam Houston State University     | Huntsville | 74002097 |              |
| 3        | Riverside Swinging Bridge                |      | 12. Sep. 1979        | NE of Riverside                          | Riverside  | 79003020 |              |
| 4        | State Highway 19 Bridge at Trinity River |      | 1. Dez. 2004         | TX 19, on the Trinity/Walker county line | Riverside  | 04001290 |              |